# Kalix sommarkalas
Kalix sommarkalas är en årligen återkommande nöjessatsning i Kalix av Kalix kommun tillsammans med samarbetspartners. Under dagarna anordnas barnaktiviteter, tivoli, blandade uppträdanden av kända & lokala/regionala artister, och andra aktiviteter. Evenemanget har funnits tidigare i liknande format under andra namn. Upplägget förnyades 2023, och ersatte det tidigare evenemanget Sommarfesten som hade funnits sedan år 2017. 

## Förnyat upplägg
Inför år 2023 hade Kalix kommun planerat för att någon annan aktör skulle ta över det dåvarande evenemanget Sommarfesten. En upphandling skedde och det anbud som kom in låg högre än vad kommunen kunde gå med på och upphandlingen avbröts.
Barnens sommarfest som anordnades för första gången 2022 var redan planerat att hållas, och politiken fick då i uppdrag att se över om något mer kunde göras utöver det för att täcka in den vuxnare publiken. I februari månad meddelades nyheten om att evenemanget ändrar upplägg, och att resultatet senare skulle utvärderas. Namnet blev nu Kalix sommarkalas.  

### År 2023
Under det första året 2023 var det förutom barnaktiviteter även kvällsunderhållning med artister och hemvändarkväll på fredagen. Merparten av tivoliområdet fanns vid Folkets hus och några attraktioner var nere vid Strandängarna. Musikscenen placerades nere på Nygatan.
Artisterna som uppträdde under dagarna var duon Marcus & Martinus, Fredrik Lundman, Magnus Nordlund Band, Molly Hammar och Dolly Style.

### År 2024
Artister som uppträdde under sommarkalaset var Lasse Holm, Samir & Viktor, Isak Uddström, rocktrubaduren Thomas Jakobsson & Stefan Berggren , Maxida Märak, Dotter och Petra Marklund. Nytt för detta året var bland annat att Kalix Bowlingcenter hade ett mat- och dryckestält på Galleriatorget tillsammans med kocken David Palmbo.  

### År 2025
Kalix kommun har avsatt en budget för evenemanget på 500 tusen kronor för åren 2025 och 2026.
Evenemanget planeras att anordnas den 14-20e juli 2025. Några av artisterna som är bokade är: Dolly Style, Maja Ivarsson och Peg Parnevik.

## Historik

### Föregångare

#### Sommarfesten 2017–2022
Initiativet till Sommarfesten kom från en kommuninvånare under våren 2016 som saknade det gamla upplägget från tiden när Kalas Kalix fanns. På de vägarna utvecklades det dåvarande konceptet från Kalixveckan/Kalixdagarna till att bli Sommarfesten. År 2017 var första året som evenemanget hette Kalix sommarfest, och lockade cirka 36 000 besökare under hela festveckan. 2017 hade evenemanget 140 olika programpunkter. Festivalområden var förlagt omkring Strandängarna i Kalix.
Artister som uppträdde under Sommarfesten:

##### År 2017
Måns Zelmerlöw (som samtidigt blev utnämnd till hedersmedborgare i byn Månsbyn), Robin Bengtsson, Krista Siegfrids, Tove Burman, Baskery, Thobbe Englund Band, Wildliw, Stefan Nilsson, Monica Einarson och gruppen Dismissed.

##### År 2018
Arvingarna, Joakim Lundell, Brolle, Thobbe Englund Band, Chris Kläfford med flera.

##### År 2019
The Magnettes, Sandro Cavazza, Theoz, Husbandet Razmanaz, Jill Johnson, Vera Vinter med flera.

##### År 2020
Sommarfesten planerades att hållas den 10-17 juli, men blev inställd på grund av coronapandemin.

##### År 2021
Evenemanget planerades att hållas den 16-17 juli, men blev inställt på grund av coronapandemin.

##### År 2022
Evenemanget anordnades den 22-23 juli. Artister under dagarna var Baskery, Stiftelsen, Takida, Smith & Tell, Molly Sandén och Miriam Bryant. Kommunen anordnade även Barnens sommarfest för första gången, med inriktning mot yngre barn. Det var bland annat barnshower med t.ex Bamse.

#### Kalixveckan
Kalixveckan var ett arrangemang som var igång från senast 2009 till sommaren 2016. Från år 2011 utvecklades konceptet till att bli en hel vecka istället för att bara vara under en helg. Under Kalixveckan år 2016 uppträdde t.ex artisterna Emil Berg och Arja Saijonmaa. 2017 ersattes konceptet av Sommarfesten.

#### Kalas Kalix
År 1998 arrangerades Kalas Kalix för första gången. 2005 var det sjunde året i rad som Kalas Kalix anordnades, och i samband med Kalix Barnens dag. Det året bjöds det på MC-uppvisning, tivoli och bland annat en konsert med Gyllene Tider.

#### Kalixdagen
År 1988 startades Kalixdagen, ett evenemang från Kalix Köpmannaförening, som idag ingår i Kalixföretagarna. Den var som evenemang igång till 1997, då Kalas Kalix sedan kom till. En av dagarna under dagens sommarfest brukar heta Kalixdagen.

#### Kalix Barnensdagsförening

##### Om föreningen
Innan dagens Kalix sommarkalas och de tidigare hemvändardagarkoncepten med mera fanns så var ett av de större evenemangen i Kalix Barnens dag. Anordnare var Kalix Barnensdagförening. Evenemanget anordnades från minst tidigast år 1947. Föreningen fanns kvar ännu år 2020 och bedriver aktiviteter i mindre omfattning. År 1949 var första året som de hade barnkoloniverksamhet på Härsjögården i Borås.Under några år stöttade föreningen barnkolonin i Skreanäs i Halland så att ungdomar från Kalix fick åka dit på barnkollo. Efter verksamheten med Skreanäs köpte föreningen Björkfors skogsbruksskola i Björkfors av dåvarande landstinget, och drev verksamhet några år. Anläggningen såldes, och genom Barnens dags riksorganisation anordnades ett riksläger i Örnsköldsvik under några år. Föreningen samarbetade då med socialförvaltningen. De har även haft en satsning för dagisbarn i hela kommunen där de fick komma till det nya Kalix Folkets hus och se på teaterföreställningar där de sedan fick en godispåse efter föreställningen.

##### Om Barnens dag i Kalix
Från början anordnades Barnens dag på Furuvallen i Kalix. Evenemanget höll senare till på Kalix flygfält och vid Furuhedsplan nära Furuhedsskolan. En BD-drottning korades varje år och det fanns en Barnensdaggeneral. En Barnens Dag parad (BD-paraden) gick igenom samhället. På Furuvallen var det ett helt nöjesfält med karuseller, tombola och med möjlighet till dans. År 1950 var en flicka från Karlsborg BD-drottning. NSD skrev en artikel om när BD-tåget tågade fram genom gatorna i centrala Kalix som då lockade mellan 12 000 och 14 000 människor som stod åskådare.

##### Artister som uppträtt på Kalix Barnens Dag
Zarah Leander